# بليموث
بليموث (بالإنجليزية: Plymouth) هي مدينة تقع في جنوب غرب إنجلترا في المملكة المتحدة، وعدد سكانها 243٬795 نسمة (إحصاء عام 2001)، وتقع ضمن مقاطعة ديفون في أفواه نهري بليم وتامار وعلى رأس واحدة من أكبر الموانئ الطبيعية. كانت بليموث إحدى أهم قاعدتين بحريتين في المملكة المتحدة، وهو ما جعل المدينة هدفًا رئيسيًا خلال الحرب العالمية الثانية. بعد دمار الأحواض ومركز المدينة في غارة 1941م أعيد بناء بليموث بإشراف المهندس باتريك مدينة أبيركرومبي والآن هي واحدة من المدن القليلة المتبقية في الأحواض البحرية في المملكة المتحدة وأكبر قاعدة بحرية في أوروبا الغربية.
في المدينة مواقع مهمة مثل: القلعة الملكية وترسانة ديفونبورت وباربيكان التي غادر منها المهاجرون إلى العالم الجديد في عام 1620م. الأشخاص المولودون في بليموث يعرفون بليموثيانس أو قل رسميا جاننيرس. في الأسطول الملكي «جوزز» هو الاسم المستعار للديفونبورت.

## التاريخ

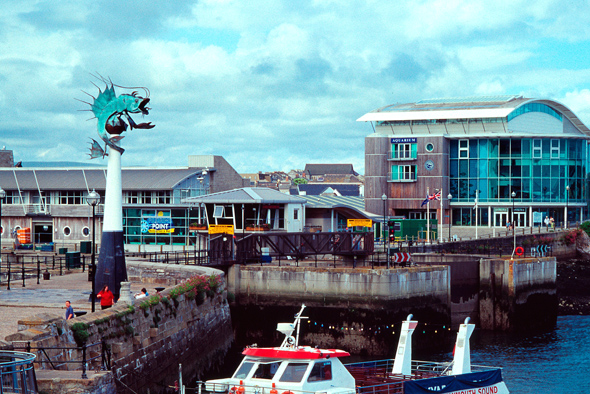
ميناء ساتون بليموث

أقرب تاريخ معروف في بليموث يرجع إلى عام 1000 قبل الميلاد مع تجارة الحديد والموانئ الواقعة على قمة جبل في وصلة بليمستوك. ومن المعتقد ان القصدير أحضر إلى هنا من دارتموور عبر بليم ويتاجر مع الفينيقيين القدماء، كجزء من الإمبراطورية الرومانية هذا الميناء ذاته واصل تجارة القصدير مع المواشي والجلود. الميناء الصغير بعد تحجبها ارتفاع الصيد قرية ساتون، والتي يعني اسمها «مدينة الجنوب». في وقت كتاب القيامة 1086 منح الملك هنري لكن انات إلى أسرة فالتورت أجزاء في الدير، وهي الأكبر والأقدم من مستوطنة بليموث على رأس المد مصب نهر بليم.
ان جزءا من البلدة يملكها الدير منحت السوق الميثاق في عام 1254، وكامل المدينة وضواحيها البلدية حققت الاستقلال في عام 1439، أصبحت أول مدينة لإدراجها بموجب قانون برلماني البرلمان الإنجليزي. كما أعلى من بليم مصب مغرين تصل السفن المستخدمة في ميناء بليم فم بدلا وهكذا فإن اسم مدينة بليموث ساتون ببطء أصبحت بدلا من ذلك، لكن اسم «ساتون» لا تزال تتردد أصداؤها في هذا المجال، على سبيل المثال، في تسمية من الميناء القديم.
في عام 1403 كانت المدينة محتلة وأحرقها الفرنسيون، وخاصة البريتانيين، وفي الواقع كانت المدينة غالبا ما تكون هدفا لأعداء عبر القناة، وخصوصا خلال حرب المائة عام. بليموث كان قلعة مصب ساتون بركة، وكذلك عبر الحواجز على ساحل معزقه، ولكن كل هذه إما هدم أو يبنى عليها لاحقا تحصينات تعود إلى عصور تيودور وستيوارت.

## وصلات خارجية
- history نسخة محفوظة 12 فبراير 2008 على موقع واي باك مشين.
- Official Plymouth Tourist Information
- Unofficial Plymouth site
- Information about Port of Plymouth
- Local history society نسخة محفوظة 10 سبتمبر 2012 على موقع واي باك مشين.
- Aerial photographs of Plymouth نسخة محفوظة 7 فبراير 2006 على موقع واي باك مشين.
- Theatre Royal Plymouth
- Plymouth Gin Distillery
- Plymouth Marine Laboratory
- The University of Plymouth نسخة محفوظة 16 مايو 2014 على موقع واي باك مشين.
- Plymouths around the world
- Steve and Karen Johnson's collection of historical photos, the majority of which are concerned with Plymouth and its surrounding environs